# Кисамос
Кѝсамос (на гръцки: Κίσσαμος) е градче в Република Гърция, разположено в северозападната част на остров Крит, център на дем Кисамос. Градът има население от 3821 души.